# Brian Lochore

a Compétitions nationales et continentales officielles uniquement.

b Matchs officiels uniquement.
 Brian James Lochore, né le 3 septembre 1940 à Masterton et mort le 3 août 2019 dans la même ville, est un joueur international néo-zélandais de rugby à XV. Il obtient 25 capes entre 1964 à 1971.
Évoluant au poste de troisième ligne centre, il est capitaine des All Blacks à dix-huit reprises. Devenu entraîneur, il dirige la sélection néo-zélandaise entre 1985 et 1987, remportant la première édition de la coupe du monde, en 1987.

## Biographie
Brian Lochore fait ses débuts dans le haut niveau avec la province de Wairarapa contre les Lions britanniques en 1959, en tant que troisième ligne aile. Il fait une grosse impression et dès 1963, il est retenu comme numéro huit, troisième ligne centre, pour une première tournée en Angleterre avec les All-Blacks. Il obtient sa première cape en janvier 1964 contre le quinze d'Angleterre puis le même mois face à l'Écosse.
L'année suivante, il dispute quatre tests contre l'Afrique du Sud, les Springboks étant en tournée en Nouvelle-Zélande. Les All Blacks concèdent une défaite, lors du troisième test, et remporte la série trois à un. Devenu le titulaire du poste de numéro huit, il est désigné par Fred Allen capitaine de l'équipe des All Blacks lors de la tournée des Lions, malgré la présence dans l'effectif néo-zélandais de grands joueurs, tels Colin Meads, Kel Tremain, Ken Gray, John Graham, Chris Laidlaw, Ian MacRae. Cette série est remportée trois victoires à une par les All Blacks. Les cinq tests disputés en 1967 sont tous remportés, face à l'Australie, l'Angleterre, le pays de Galles, la France et l'Écosse. Il poursuit sa série de victoires l'année suivante en battant l'Australie, rencontre où il se blesse ce qui le prive du premier d'une série de trois tests disputés face aux Français, en tournée en Nouvelle-Zélande. Il est de retour pour le deuxième test, qu'il qualifie de « vilain match » et que Pierre Villepreux considère comme « houleux ». Celui-ci a une certaine incidence sur les règles du rugby : devant la défense inédite des Français qui font défendre leur demi de mêlée du côté opposé à l'introduction sur les mélées, défense qui a grandement perturbé les Néo-zélandais malgré leur victoire finale 9 à 3, les dirigeants néo-zélandais font changer la règle pour obliger le demi de mêlée adverse à être présent du même côté que celui de l'introduction. Disputé à guichets fermés devant 55 000 spectateurs à l'Eden Park, le troisième match est remporté par les All Blacks sur le score de 19 à 12. En 1969, il participe à deux victoires face au pays de Galles, à Christchurch puis Auckland.
En 1970, les All Blacks se rendent en Afrique du Sud pour une tournée où figure quatre tests contre les Springboks. Ces derniers remportent la série par trois victoires à une. Il met un terme à sa carrière mais l'année suivante, à la demande des sélectionneurs néo-zélandais confrontés à des problèmes de blessure, il participe au troisième test, perdu 13 à 3 par les All Blacks lors de la tournée des Lions en Nouvelle-Zélande. Cette rencontre est la dernière qu'il dispute sous le maillot noir.
Il se reconvertit comme entraîneur et fut aussi très performant dans ce nouveau rôle. Il permet à Wairarapa Bush de monter en première division en 1982. Devenu sélectionneur des All Blacks en 1983 puis entraîneur de 1985 à 1987, il a l’honneur de remporter la première Coupe du monde de rugby en 1987. Par la suite il continue à rendre divers services à sa fédération, notamment en organisant la campagne des All Blacks lors de la Coupe du monde 1995 où la Nouvelle-Zélande s'incline en finale, après prolongation, face aux Springboks. de 2003 à 2007, il figure parmi les sélectionneurs néo-zélandais, l'équipe dirigée par Graham Henry s'inclinant en quart de finale de la coupe du monde 2007 face à la France.
En 2006, il reçoit le Trophée Vernon Pugh de l'International Rugby Board en hommage à sa carrière pour le développement du rugby.
Il meurt le 3 août 2019 dans sa ville natale, des suites d'un cancer du côlon, à l'âge de 78 ans.

## Palmarès
Brian Lochore compte 25 capes avec les All Blacks entre 4 janvier 1964 contre l'Angleterre à Twickenham et le 31 juillet 1971 contre les Lions britanniques à Wellington. Il est capitaine lors de dix-huit de ces 25 rencontres. Il compte par ailleurs 43 autres participations sous le maillot noir des All Blacks, pour un total de 68 matchs, dont 46 en tant que capitaine, entre le 23 octobre 1963 et le 31 juillet 1971.
Il présente un bilan de 19 victoires, cinq défaites, quatre contre les Springboks et une contre les Lions, et un nul face à l'Écosse. Lors des dix-huit matchs où il est capitaine, ce bilan est de quinze victoires et trois défaites.
En 2006, il est récompensé du Trophée Vernon Pugh.